# Van Dorth
Van Dorth is een oud adellijk geslacht.
De oudst bekende voorouder van de familie Van Dorth is ridder Eleger van Heeckeren, die 1312 schout van Salland was. Hij bezat het goed Dorth bij Bathmen waaraan zijn nazaten hun naam ontlenen. Het schild van het familiewapen is identiek aan dat van het geslacht Van Voorst, dat net zoals de graven Van Rechteren in mannelijke lijn afstamt van de middeleeuwse familie Van Heeckeren. Een samenhang met de eerder vermelde geslachten kon echter tot dusver niet bewezen worden.
In de 17de eeuw kreeg een tak van de familie het Huis Medler in Vorden in handen. Door huwelijk kwam het goed in een andere tak van de familie Van Dorth terecht. Van deze tak stamt de huidige familie Van Dorth tot Medler af, die tot de Nederlandse adel behoort en de titel baron voert.
Het familiewapen kwam eveneens terug in het wapen van de gemeente Bathmen.

## Bekende telgen
- Reinier Engelbert van Dorth tot Medler (1759-1847), lid notabelenvergadering.
- Freule van Dorth (1749-1799), sympathiseerde te openlijk met Oranje en werd in 1799 geëxecuteerd.